# Chloe Lang
Chloe Lang (Connecticut, 14 novembre 2001) è un'attrice statunitense.

## Biografia
Chloe Lang è nota per aver recitato la parte di Stephanie nella 3' e 4' stagione del telefilm per bambini islandese Lazy Town, sostituendo Julianna Rose Mauriello. Ha recitato come comparsa nel film drammatico My Brother Jack del regista Stephen Dest.